# Sechs auf einen Streich
Sechs auf einen Streich beziehungsweise Acht auf einen Streich (Titel der 2. Staffel) ist eine deutsche Filmreihe des Ersten Deutschen Fernsehens mit Verfilmungen von Märchen und Motiven aus Märchen, Erzählungen und Gedichten.

## Hintergrund
Das Erste zeigte bis 2008 in seinem Kinderprogramm Check Eins die älteren Märchenfilme von Schongerfilm und der DEFA in gekürzter 60-minütiger Fassung. Deshalb kam von der Redaktion der Vorschlag, sechs Grimm-Märchen neu zu verfilmen und zu schauen, wie das bei den Zuschauern ankommt. Erst sollte der Titel Sieben auf einen Streich lauten. Da diese Phrase schon beim Tapferen Schneiderlein verwendet wurde, überlegte man, welche Zahlen sonst noch Bezug zu Märchen haben, und kam dann auf die Zahl sechs.
Die etwa 60-minütigen Filme orientieren sich an den klassischen Überlieferungen der Märchen, wurden aber in Erzählweise und Inhalt modernisiert. Veraltete Aussagen und Symboliken der Urfassung wurden neu interpretiert oder ergänzt, um dem sprachlichen Empfinden der Gegenwart Rechnung zu tragen.
Für die unter Aufbietung vieler bekannter deutscher Schauspieler aus Film und Fernsehen entstandene Produktion zeichneten mehrere Landesrundfunkanstalten verantwortlich. In den beteiligten Bundesländern wurden alte Schlösser und Burgen sowie urtümliche Landschaften als Drehorte ausgewählt. Historische Kostüme verliehen den Filmen zusätzliche Authentizität.
Von 2010 bis 2014 waren es unter Beibehaltung des Serientitels Sechs auf einen Streich nur noch vier Märchen pro Jahr, die verfilmt wurden. 2015 wurden erstmals wieder sechs Märchenfilme gedreht, wobei erneut nur vier Filme an Weihnachten ihre Premiere feierten. Die übrigen zwei Märchenfilme wurden zusammen mit zwei Märchenverfilmungen vom darauffolgenden Jahr Weihnachten 2016 gezeigt. Im Frühjahr 2017 wurden zwei neue Märchenverfilmungen für das Weihnachtsprogramm im selben Jahr angekündigt, wobei es auch blieb. Damit wurden erstmals nur zwei neue Märchen im selben Jahr verfilmt und zu Weihnachten dann auch gezeigt. Dies traf auch 2018 und 2019 zu. 2020 folgten drei neue Filme. 2021 wurden zwei Märchenfilme gedreht, es wurde aber nur einer ausgestrahlt. Dieser und ein weiterer Märchenfilm wurden 2022 ausgestrahlt.
Neben dieser Filmreihe gibt es schon seit 2005 die ähnliche Märchenfilmreihe Märchenperlen vom ZDF mit dem Unterschied, dass deutlich weniger Filme pro Jahr gedreht werden und die Filme eine Spieldauer von 70 bis 90 Minuten haben. Von 2018 bis 2021 gab es, ebenfalls vom ZDF, die Fernsehreihe Herzkino.Märchen, bei der klassische Märchen in die jetzige Zeit interpretiert wurden.

## Ausstrahlung
Das Erste strahlt im Weihnachtsprogramm des jeweiligen Produktionsjahres die neuen Märchenfilme erstmals aus.
Regelmäßig gibt es zwei Wiederholungen an Sonntagvormittagen. Zu Feiertagen wie Weihnachten, Ostern oder Pfingsten sendet Das Erste regelmäßig Märchenfilme dieser Reihe. In unregelmäßigen Abständen folgen Wiederholungen in den Dritten Fernsehprogrammen, auf 3sat und im Sonntagsmärchen.

## Vorlagen

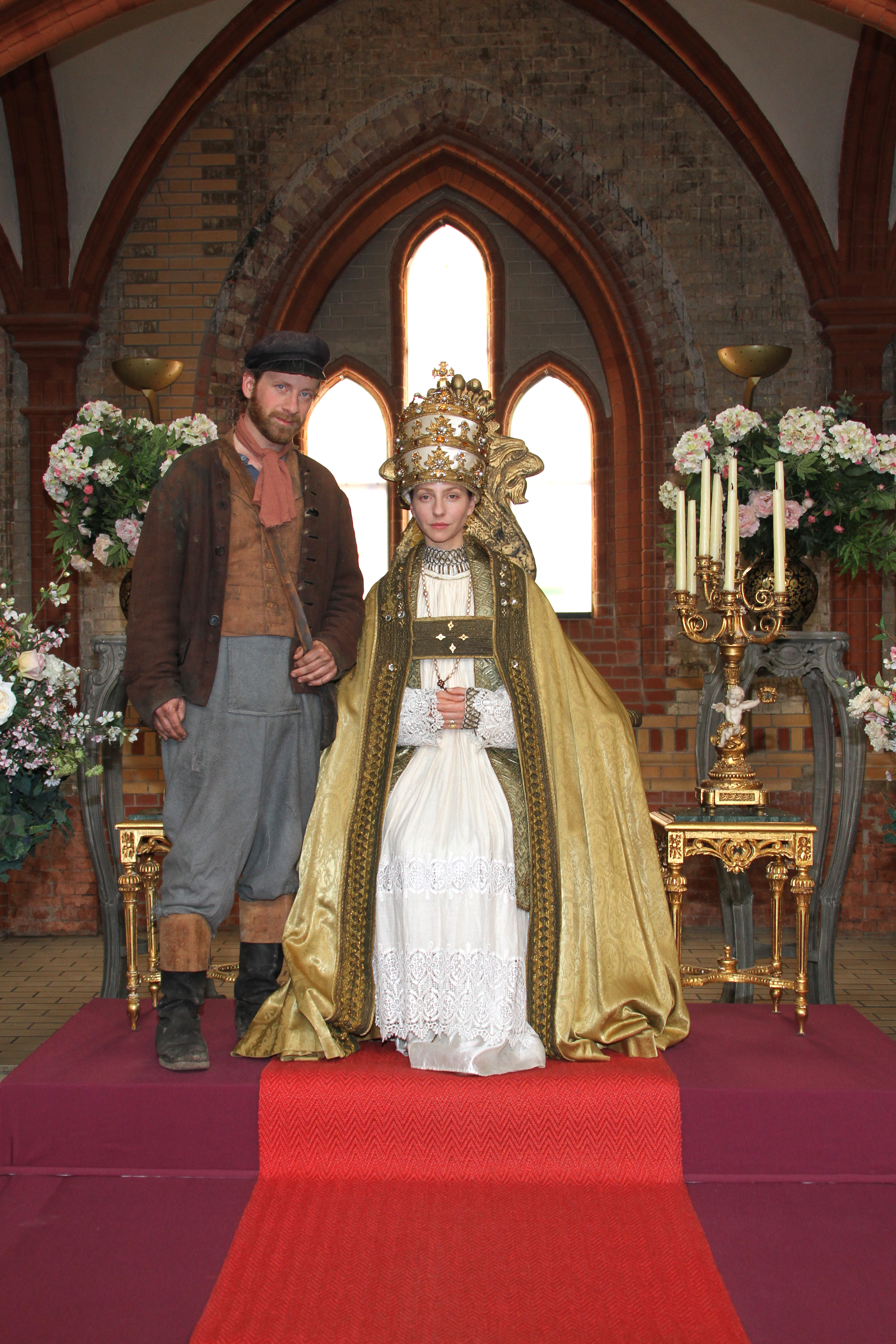
Fabian Busch als Fischer Hein und Katharina Schüttler als Ilsebill im Juni 2013 während der Dreharbeiten zum Film Vom Fischer und seiner Frau.

Die meisten Filme der Reihe entstanden nach Märchen und Motiven der Brüder Grimm, weitere Vorlagen stammen von Hans Christian Andersen (sechs), Ludwig Bechstein (vier), Christoph Martin Wieland (zwei) sowie E. T. A. Hoffmann, Theodor Storm, Johann Wilhelm Wolf/Wilhelm Busch, Josef Wenzig, Hans Fallada und Hertha Vogel-Voll (jeweils eine). Bei dem Märchen Die verkaufte Prinzessin von 2023 gab es keine konkrete Vorlage. Das Drehbuch von Su Turhan basierte auf Motiven aus Bayerischen Sagen.
Für das Weihnachtsprogramm 2025 wird "Das Märchen vom Schwanensee" nach dem Ballett Schwanensee von Tschaikowski vom SWR verfilmt.

### Übersicht über die Vorlagen
| Autor der Vorlage        | Anzahl der Vorlagen | Vorlage Filmtitel                                                                                  | Sender               | Jahr | Staffel |
| ------------------------ | ------------------- | -------------------------------------------------------------------------------------------------- | -------------------- | ---- | ------- |
| Brüder Grimm             | 38                  | Allerleirauh identischer Titel                                                                     | NDR                  | 2012 | 05      |
| Brüder Grimm             | 38                  | Aschenputtel identischer Titel                                                                     | WDR                  | 2011 | 04      |
| Brüder Grimm             | 38                  | Der Bärenhäuter Der Prinz im Bärenfell                                                             | rbb/SR               | 2015 | 08      |
| Brüder Grimm             | 38                  | Das blaue Licht identischer Titel                                                                  | hr                   | 2010 | 03      |
| Brüder Grimm             | 38                  | Die Bremer Stadtmusikanten identischer Titel                                                       | Radio Bremen/NDR     | 2009 | 02      |
| Brüder Grimm             | 38                  | Brüderchen und Schwesterchen identischer Titel                                                     | MDR                  | 2008 | 01      |
| Brüder Grimm             | 38                  | Dornröschen identischer Titel                                                                      | SWR                  | 2009 | 02      |
| Brüder Grimm             | 38                  | Die drei Federn identischer Titel                                                                  | BR                   | 2014 | 07      |
| Brüder Grimm             | 38                  | Frau Holle identischer Titel                                                                       | rbb                  | 2008 | 01      |
| Brüder Grimm             | 38                  | Der Froschkönig oder der eiserne Heinrich Der Froschkönig                                          | SWR                  | 2008 | 01      |
| Brüder Grimm             | 38                  | Die Gänsehirtin am Brunnen Die Gänseprinzessin                                                     | SWR                  | 2022 | 15      |
| Brüder Grimm             | 38                  | Die Gänsemagd identischer Titel                                                                    | hr                   | 2009 | 02      |
| Brüder Grimm             | 38                  | Der Geist im Glas identischer Titel                                                                | Radio Bremen/MDR/hr  | 2021 | 14      |
| Brüder Grimm             | 38                  | Der gestiefelte Kater identischer Titel                                                            | NDR                  | 2009 | 02      |
| Brüder Grimm             | 38                  | Hans im Glück identischer Titel                                                                    | NDR                  | 2016 | 09      |
| Brüder Grimm             | 38                  | Hänsel und Gretel identischer Titel                                                                | rbb/SR               | 2012 | 05      |
| Brüder Grimm             | 38                  | Hurleburlebutz 1 Das singende, klingende Bäumchen                                                  | rbb/SR               | 2016 | 09      |
| Brüder Grimm             | 38                  | Jorinde und Joringel identischer Titel                                                             | rbb                  | 2011 | 04      |
| Brüder Grimm             | 38                  | Jungfrau Maleen Prinzessin Maleen                                                                  | BR                   | 2015 | 08      |
| Brüder Grimm             | 38                  | Die kluge Bauerntochter identischer Titel                                                          | MDR                  | 2009 | 02      |
| Brüder Grimm             | 38                  | König Drosselbart identischer Titel                                                                | hr                   | 2008 | 01      |
| Brüder Grimm             | 38                  | Märchen von einem, der auszog das Fürchten zu lernen Von einem, der auszog, das Fürchten zu lernen | Radio Bremen/MDR/NDR | 2014 | 07      |
| Brüder Grimm             | 38                  | Der Meisterdieb identischer Titel                                                                  | NDR                  | 2010 | 03      |
| Brüder Grimm             | 38                  | Prinzessin Mäusehaut 2 Die Salzprinzessin                                                          | WDR                  | 2015 | 08      |
| Brüder Grimm             | 38                  | Rapunzel identischer Titel                                                                         | rbb                  | 2009 | 02      |
| Brüder Grimm             | 38                  | Rotkäppchen identischer Titel                                                                      | hr                   | 2012 | 05      |
| Brüder Grimm             | 38                  | Rumpelstilzchen identischer Titel                                                                  | WDR                  | 2009 | 02      |
| Brüder Grimm             | 38                  | Schneeweißchen und Rosenrot identischer Titel                                                      | MDR                  | 2012 | 05      |
| Brüder Grimm             | 38                  | Schneewittchen identischer Titel                                                                   | BR                   | 2009 | 02      |
| Brüder Grimm             | 38                  | Sechse kommen durch die ganze Welt identischer Titel                                               | rbb/SR               | 2014 | 07      |
| Brüder Grimm             | 38                  | Der starke Hans identischer Titel                                                                  | BR                   | 2020 | 13      |
| Brüder Grimm             | 38                  | Die Sterntaler identischer Titel                                                                   | SWR                  | 2011 | 04      |
| Brüder Grimm             | 38                  | Das tapfere Schneiderlein identischer Titel                                                        | NDR                  | 2008 | 01      |
| Brüder Grimm             | 38                  | Der Teufel mit den drei goldenen Haaren identischer Titel                                          | SWR/hr               | 2013 | 06      |
| Brüder Grimm             | 38                  | Tischchen deck dich, Goldesel und Knüppel aus dem Sack Tischlein deck dich                         | WDR                  | 2008 | 01      |
| Brüder Grimm             | 38                  | Vom Fischer und seiner Frau identischer Titel                                                      | NDR                  | 2013 | 06      |
| Brüder Grimm             | 38                  | Das Wasser des Lebens identischer Titel                                                            | WDR                  | 2017 | 10      |
| Brüder Grimm             | 38                  | Die zertanzten Schuhe identischer Titel                                                            | MDR                  | 2011 | 04      |
| Hans Christian Andersen  | 6                   | Die Galoschen des Glücks identischer Titel                                                         | rbb                  | 2018 | 11      |
| Hans Christian Andersen  | 6                   | Die kleine Meerjungfrau identischer Titel                                                          | MDR                  | 2013 | 06      |
| Hans Christian Andersen  | 6                   | Die Prinzessin auf der Erbse identischer Titel                                                     | rbb                  | 2010 | 03      |
| Hans Christian Andersen  | 6                   | Des Kaisers neue Kleider identischer Titel                                                         | WDR                  | 2010 | 03      |
| Hans Christian Andersen  | 6                   | Das kleine Mädchen mit den Schwefelhölzern Das Mädchen mit den Schwefelhölzern                     | rbb/SR               | 2013 | 06      |
| Hans Christian Andersen  | 6                   | Der Schweinehirt identischer Titel                                                                 | rbb                  | 2017 | 10      |
| Ludwig Bechstein         | 4                   | Helene 3 Helene, die wahre Braut                                                                   | WDR                  | 2020 | 13      |
| Ludwig Bechstein         | 4                   | Das Märchen vom Schlauraffenland 4 Das Märchen vom Schlaraffenland                                 | hr                   | 2016 | 09      |
| Ludwig Bechstein         | 4                   | Siebenschön identischer Titel                                                                      | hr/SWR               | 2014 | 07      |
| Ludwig Bechstein         | 4                   | Zitterinchen identischer Titel                                                                     | MDR                  | 2022 | 15      |
| Christoph Martin Wieland | 2                   | Himmelblau und Lupine Prinz Himmelblau und Fee Lupine                                              | Radio Bremen/MDR/NDR | 2016 | 09      |
| Christoph Martin Wieland | 2                   | Lulu oder die Zauberflöte 5 Das Märchen von der Zauberflöte                                        | WDR                  | 2023 | 16      |
| E. T. A. Hoffmann        | 1                   | Nussknacker und Mausekönig identischer Titel                                                       | MDR/Radio Bremen     | 2015 | 08      |
| Theodor Storm            | 1                   | Die Regentrude Das Märchen von der Regentrude                                                      | NDR                  | 2018 | 11      |
| Josef Wenzig             | 1                   | Von den zwölf Monaten Das Märchen von den zwölf Monaten                                            | Radio Bremen/MDR/rbb | 2019 | 12      |
| Johann Wilhelm Wolf      | 1                   | Die drei Königskinder 6 identischer Titel                                                          | SWR                  | 2019 | 12      |
| Hans Fallada             | 1                   | Geschichte vom goldenen Taler Das Märchen vom goldenen Taler                                       | rbb/Radio Bremen     | 2020 | 13      |
| Hertha Vogel-Voll        | 1                   | Die Silberne Brücke Das Märchen von der silbernen Brücke                                           | rbb                  | 2024 | 17      |
| –                        | 1                   | – Die verkaufte Prinzessin                                                                         | BR                   | 2023 | 16      |

Anmerkungen:
  

## Wunschmärchen-Voting
Anlässlich des 200. Jubiläums von Grimms Märchen rief Das Erste seine Zuschauer im Jahr 2012 auf, aus den zwanzig Verfilmungen von Märchen der Brüder Grimm, die bis 2011 innerhalb der Reihe Sechs auf einen Streich liefen, die sechs beliebtesten auszuwählen. Bis zum 28. Oktober 2012 gingen rund 10.000 Stimmen ein. Die Gewinnermärchen wurden am 8. und 9. Dezember 2012 im Ersten wiederholt. Die Rangfolge sah wie folgt aus:
1. Aschenputtel
2. Frau Holle
3. Die zertanzten Schuhe
4. Die Sterntaler
5. Schneewittchen
6. König Drosselbart

## Auszeichnungen
Siegmund Grewenig (WDR) und Sabine Preuschhof (rbb Fernsehen) wurden für die Idee und die Gesamtkonzeption von Acht auf einen Streich für den Adolf-Grimme-Preis 2010 nominiert. Maria von Heland gewann zudem als Regisseurin für Die Sterntaler den Bayerischen Fernsehpreis 2012 in der Kategorie „Kinderfilm“.
Folgende Märchen wurden auszeichnet:
- Das tapfere Schneiderlein:
  - Emil 2009 (Preis für gutes Kinderfernsehen von TV-Spielfilm)
- König Drosselbart:
  - Robert-Geisendörfer-Preis 2009
- Schneewittchen:
  - Award of the Russian Culture Center beim Art Amphora Kinder- und Jugendfilmfestival 2010
- Die kluge Bauerntochter:
  - Robert-Geisendörfer-Preis 2011
- Die zertanzten Schuhe:
  - Publikumspreis beim 11. Filmfest LeoLiese 2011
- Die Sterntaler:
  - Best of Fest Award beim Chicago International Children’s Film Festival 2011
- Hänsel und Gretel:
  - Certificate of Merit-Award in der Kategorie „Children’s Program“ beim 49. Internationalen Film Festival in Chicago 2013
- Das Mädchen mit den Schwefelhölzern:
  - Silver Award beim Chicago International Film Festival Television Award Kategorie „Kinderfilm“
  - „Weißer Elefant“ für Regie an Uwe Janson,
  - „Weißer Elefant“ für Nachwuchspreis an Lea Müller
- Von einem, der auszog, das Fürchten zu Lernen:
  - „Goldener Spatz“ für Isolda Dychauk[2]
  - Beim 23. Kinderfilmfest in Dresden in der Kategorie „Beste Kinolino-Kinderfilmpremiere“. Die Kinderjury verlieh ihm das Prädikat „besonders empfehlenswert“.[3]
- Das Märchen von der Regentrude:
  - 2019 – Robert-Geisendörfer-Preis für Leonie Bongartz (Autorin) und Klaus Knoesel (Regie).[4]
- Die drei Königskinder:
  - NYCA 2020 – „Best Original Score“ Mathias Rehfeldt (Beste Filmmusik)[5]
  - LACA 2020 – „Best Original Music Score“ Mathias Rehfeldt (Beste Filmmusik)[6]
  - Canadian Cinematography Award 2020 „Best Original Score“ Mathias Rehfeldt (Beste Filmmusik)[7]
  - „Best Soundtrack“ für „Die drei Königskinder“ – Mathias Rehfeldt, Colorado international Scifi & Fantasy Film Festival[8]
  - „Best Actress“ – Adele Neuhauser für „Die drei Königskinder“ – Colorado international Scifi & Fantasy Film Festival[8]
  - „Special Jury Award“ 2020 – San Diego International Kids Film Festival[9]

## DVD-Veröffentlichungen
Alle Titel bis 2017 sind als Einzelexemplare bei der KNM Home Entertainment GmbH und später bei der EuroVideo Medien GmbH erschienen. Zudem wurde die Reihe in Sammelboxen mit je zwei bis drei Filmen veröffentlicht. Die zunächst Acht auf einen Streich genannte Staffel aus dem Jahr 2009 wird dabei als Sechs auf einen Streich 2. Staffel bezeichnet. Die Filme seit 2018 erscheinen nicht mehr in Sammelboxen, sondern nur als Einzel-DVDs bei der Studio Hamburg GmbH, wobei auch viele ältere Filme, die teilweise bereits vergriffen waren, erneut auf DVD herausgebracht werden. Somit sind alle bisher gesendeten Märchenfilme der Reihe mindestens einmal auf DVD erschienen.

### Sammelboxen
| DVD | Film 1                                  | Film 2                                       | Film 3                              |
| --- | --------------------------------------- | -------------------------------------------- | ----------------------------------- |
| 1   | Das tapfere Schneiderlein               | König Drosselbart                            | Brüderchen & Schwesterchen          |
| 2   | Der Froschkönig                         | Frau Holle                                   | Tischlein deck dich                 |
| 3   | Schneewittchen                          | Rumpelstilzchen                              | Die Gänsemagd                       |
| 4   | Dornröschen                             | Die kluge Bauerntochter                      | Der gestiefelte Kater               |
| 5   | Rapunzel                                | Die Bremer Stadtmusikanten                   | (kein dritter Film)                 |
| 6   | Die Prinzessin auf der Erbse            | Das blaue Licht                              | Der Meisterdieb                     |
| 7   | Des Kaisers neue Kleider                | Die Sterntaler                               | Die zertanzten Schuhe               |
| 8   | Aschenputtel                            | Jorinde und Joringel                         | Rotkäppchen                         |
| 9   | Hänsel und Gretel                       | Allerleirauh                                 | Schneeweißchen                      |
| 10  | Der Teufel mit den drei goldenen Haaren | Vom Fischer und seiner Frau                  | Das Mädchen mit den Schwefelhölzern |
| 11  | Die kleine Meerjungfrau                 | Von einem, der auszog das Fürchten zu lernen | Siebenschön                         |
| 12  | Sechse kommen durch die ganze Welt      | Die Drei Federn                              | Die Salzprinzessin                  |
| 13  | Prinzessin Maleen                       | Nussknacker und Mausekönig                   | Der Prinz im Bärenfell              |
| 14  | Das Märchen vom Schlaraffenland         | Hans im Glück                                | Das singende, klingende Bäumchen    |
| 15  | Der Schweinehirt                        | Prinz Himmelblau und Fee Lupine              | Das Wasser des Lebens               |